# Каролін Брюне
Каролін Брюне (фр. Caroline Brunet; 20 березня 1969, Монреаль) — канадська веслувальниця-байдарочниця, яка виступала за збірну Канади наприкінці 1980-х — на початку 2000-х років. Учасниця п'яти літніх Олімпійських ігор, бронзова і двічі срібна призерка Олімпійських ігор, десятиразова чемпіонка світу, переможниця багатьох регат національного та міжнародного значення.

## Життєпис
Каролін Брюне народилася 20 березня 1969 року в Монреалі. Активно займатися веслуванням на байдарках почала у одинадцять років, проходила підготовку в клубі веслування на байдарках і каное міста Лак-Бопор у провінції Квебек. 1987 року вперше увійшла до основного складу канадської національної збірної й стала брати участь у великих міжнародних регатах.
Завдяки низці вдалих виступів удостоїлася права захищати честь країни на літніх Олімпійських іграх 1988 року в Сеулі — в одиночках на півкілометровій дистанції дійшла до стадії півфіналів, тоді як в четвірках не змогла пройти далі стартового раунду. Чотири роки по тому успішно пройшла кваліфікацію на Олімпіаду в Барселоні, але знову залишилася без медалей: показала сьомий результат в одиночках і шостий у четвірках.
Першого серйозного успіху на дорослому міжнародному рівні Брюне досягла в 1993 році, коли побувала на чемпіонаті світу в Копенгагені і привезла звідти бронзову нагороду, яку виграла в півкілометровому заліку одиночок. У наступному сезоні на світовій першості в Мехіко взяла бронзу на двохстах метрах в одиночках та четвірках. Ще через рік на аналогічних змаганнях у німецькому Дуйсбурзі тричі піднімалася на п'єдестал пошани: здобула срібло в одиночках на 200 і 500 м, а також золото в четвірках на 200 м. Пізніше потрапила на Олімпійські ігри 1996 року в Атланті, де завоювала срібну медаль в заліку одиночних байдарок — у вирішальному заїзді поступилася лише представниці Угорщини Риті Кебан.
1997 року Брюне вкрай успішно виступила на домашньому чемпіонаті світу в Дартмуті, здобувши перемогу у всіх трьох своїх дисциплінах, в одиночках на двохстах, п'ятистах і тисячі метрів. Рік по тому на світовій першості в угорському Сегеді майже повторила це видатне досягнення, але цього разу на кілометрі програла італійці Йозефі Ідем. Потім на чемпіонаті світу в Мілані чотири рази потрапила в число призерів, у тому числі знову стала чемпіонкою у всіх трьох одиночних жіночих дисциплінах. Бувши беззаперечною лідеркою веслувальної збірної Канади, легко пройшла відбір на Олімпійські ігри 2000 року в Сіднеї, де додала до послужного списку ще одну срібну олімпійську медаль одиночної півкілометрової програми — у фіналі лише 0,8 секунди поступилася італійці Ідем. Також у парі з Мілані Барре на тих самих змаганнях взяла участь у програмі двомісних екіпажів, проте перетнула фінішну позначку лише п'ятою. На цих іграх, крім усього іншого, була удостоєна честі нести прапор Канади на церемонії відкриття.
Після чотирьох Олімпіад Брюне залишилася в основному складі канадської веслувальної збірної й продовжила брати участь у найбільших міжнародних регатах. Так, у 2002 році вона побувала на чемпіонаті світу в іспанській Севільї, здобувши срібні медалі в одиночках на двохстах і п'ятистах метрах. У наступному сезоні на світовій першості в американському Гейнсвіллі поповнила медальну колекцію бронзовою, срібною і золотою нагородами, ставши таким чином десятиразовою чемпіонкою світу з веслування на байдарках і каное. 2004 року вирушила на п'яті у своїй біографії Олімпійські ігри в Афінах — у двійках з напарницею Карен Фюрно фінішувала у фіналі сьомою, тоді як в одиночках завоювала бронзу, залишившись позаду Наташі Душев-Янич і Йозефи Ідем. Невдовзі Каролін Брюне вирішила завершити кар'єру професійної спортсменки.
2009 року введена в Залу спортивної слави Канади.